# Vlag van Lienden

Vlag van de gemeente Lienden

De vlag van Lienden was tot 1999 de gemeentelijke vlag van de voormalige Gelderse gemeente Lienden. De vlag werd in 1939 ingesteld en kwam in 1999 te vervallen als gemeentelijke vlag toen de gemeente Lienden opgenomen werd in gemeente Buren.

## Beschrijving
De vlag is een vierkante vlag bestaande uit twee banen van gelijke hoogte in de kleuren geel en blauw, het rode kanton links is het gemeentewapen van Lienden afgebeeld.

## Geschiedenis
Tijdens het defilé in Amsterdam ter gelegenheid van het veertigjarig regeringsjubileum van koningin Wilhelmina op 6 september 1938 trokken afgevaardigden van iedere Nederlandse gemeente langs de vorstin. Iedere delegatie werd voorafgegaan door een drager met een gemeentevlag. Het feit dat het merendeel van de gemeenten in Nederland op dat moment geen eigen vlag had, bracht de organisatie van het defilé ertoe de ontbrekende vlaggen zelf te ontwerpen. Dit werd een vierkante defileervlag met de kleuren van de betreffende provincievlag met daarop in het kanton een afbeelding van het gemeentewapen. Voor Gelderland was de basis een vlag met twee gelijke horizontale banen in de kleuren geel en blauw. Na de defilé heeft de gemeente Lienden op een gegeven moment de vierkante vlag als gemeentevlag aangehouden tot aan het moment van de opheffing.

## Verwante afbeeldingen

Wapen van Lienden

Ammerzoden 
· Angerlo 
· Batenburg 
· Beesd 
· Bemmel 
· Bergh 
· Bergharen 
· Beusichem 
· Borculo 
· Brakel 
· Didam 
· Dinxperlo 
· Dodewaard 
· Dreumel 
· Echteld 
· Eibergen 
· Elst 
· Ewijk 
· Geldermalsen 
· Gendringen 
· Gendt 
· Gorssel 
· Groenlo 
· Groesbeek 
· Hedel 
· Heerewaarden 
· Hemmen 
· Hengelo 
· Herwen en Aerdt 
· Heteren 
· Heukelum 
· Hoevelaken 
· Horssen 
· Huissen 
· Hummelo en Keppel 
· Hurwenen 
· Kerkwijk 
· Kesteren 
· Laren 
· Lichtenvoorde 
· Lienden 
· Lingewaal 
· Maurik 
· Millingen aan de Rijn 
· Neede 
· Neerijnen 
· Overasselt 
· Rijnwaarden 
· Rossum 
· Ruurlo 
· Steenderen 
· Ubbergen 
· Valburg 
· Vorden 
· Wadenoijen 
· Wamel 
· Warnsveld 
· Wehl 
· Wisch 
· Zelhem 
· Zoelen